# Swajnie
Swajnie este o arie protejată (sit de importanță comunitară — SCI) din Polonia întinsă pe o suprafață de 1.186,51 ha, integral pe uscat.

## Localizare
Centrul sitului Swajnie este situat la coordonatele 54°00′30″N 20°32′02″E / 54.0082°N 20.534°E.

## Înființare
Situl Swajnie a fost declarat sit de importanță comunitară în octombrie 2009 pentru a proteja 1 specie de plante și 7 specii de animale.

## Biodiversitate
Situată în ecoregiunea continentală, aria protejată conține 8 habitate naturale: Mlaștini împădurite, Păduri aluvionare cu Alnus glutinosa și Fraxinus excelsior (Alno-Padion, Alnion incanae, Salicion albae), Lacuri eutrofice naturale cu vegetație de tip Magnopotamion sau Hydrocharition, Lacuri și iazuri distrofice naturale, Formațiuni ierboase bogate în specii de Nardus, dezvoltate pe substraturi silicioase în zone montane (și în zone submontane, în Europa continentală), Turbării active, Mlaștini turboase de tranziție și turbării mișcătoare, Păduri de stejar și carpen Galio-Carpinetum.
La baza desemnării sitului se află mai multe specii protejate:
- plante (1): Hamatocaulis vernicosus
- amfibieni (1): buhai de baltă cu burta roșie (Bombina bombina)
- mamifere (2): castor (Castor fiber), vidră de râu (Lutra lutra)
- nevertebrate (2): fluturele purpuriu (Lycaena dispar), Unio crassus
- pești (2): zglăvoacă (Cottus gobio), cicar (Lampetra planeri)